# 彼得里夫卡 (錫涅利尼科沃區)
48°24′29″N 36°18′58″E / 48.40806°N 36.31611°E
彼得里夫卡（烏克蘭語：Петрівка）是位於烏克蘭中部的村莊，由第聶伯羅彼得羅夫斯克州裡錫內利尼科韋區的米科拉伊夫卡市鎮負責管轄。該村處於薩馬拉河右岸，分別距離卡捷里尼夫卡2公里和新普里切皮利夫卡3公里，海拔高度76米，2001年人口452。